# 塞勒姆 (伊利諾伊州)
塞勒姆（英語：Salem）是一個位於美國伊利諾伊州馬里昂縣的城市。根據2010年美國人口普查，該地人口為7486人，而該地的面積約為18.40平方千米。同時該地也是馬里昂縣的縣治。

## 地理
塞勒姆的座標為38°38′00″N 88°57′00″W / 38.63333°N 88.95000°W，而該地的平均海拔高度為167米（即548英尺）。